# Scaphytopius eburneus
Scaphytopius eburneus är en insektsart som beskrevs av Keti Maria Rocha Zanol 2000. Scaphytopius eburneus ingår i släktet Scaphytopius och familjen dvärgstritar. Inga underarter finns listade i Catalogue of Life.